# Statue de Chollima
La statue de Chollima (hangeul : 천리마동상 ; RR : Ch'ŏllima Dongsang) est un monument situé à Pyongyang en Corée du Nord. Elle symbolise la vitesse du mouvement Chollima, le cheval ailé Chollima étant d'après la légende capable de parcourir 1 000 lieues (400 km) par jour.

## Histoire
Le monument est pensé comme un cadeau à Kim Il-sung. Il est construit par la Société de production de sculptures du mérite de l'atelier Mansudae. La statue est dévoilée le 15 avril 1961 pour le 19e anniversaire de Kim Il-sung. L'impulsion de la construction du monument est le discours de ce-dernier appelé « Laissez-nous développer l'art populaire » et donné en face de groupes d'artistes amateurs ruraux le 7 mars 1961,. La statue de Chollima a reçu le Prix du Peuple.

## Caractéristiques
Le monument mesure 46 m de haut au total avec le socle. La sculpture seule fait 14 m de haut et 16 m de long. Les deux personnages sur le dos du cheval ailé, un ouvrier et une paysanne, mesurent respectivement 7 m et 6,5 m de haut. L'ouvrier brandit un document du comité central du parti du travail de Corée et la paysanne tient des gerbes de riz. Les personnages sont en bronze et la base en granit.

## Images

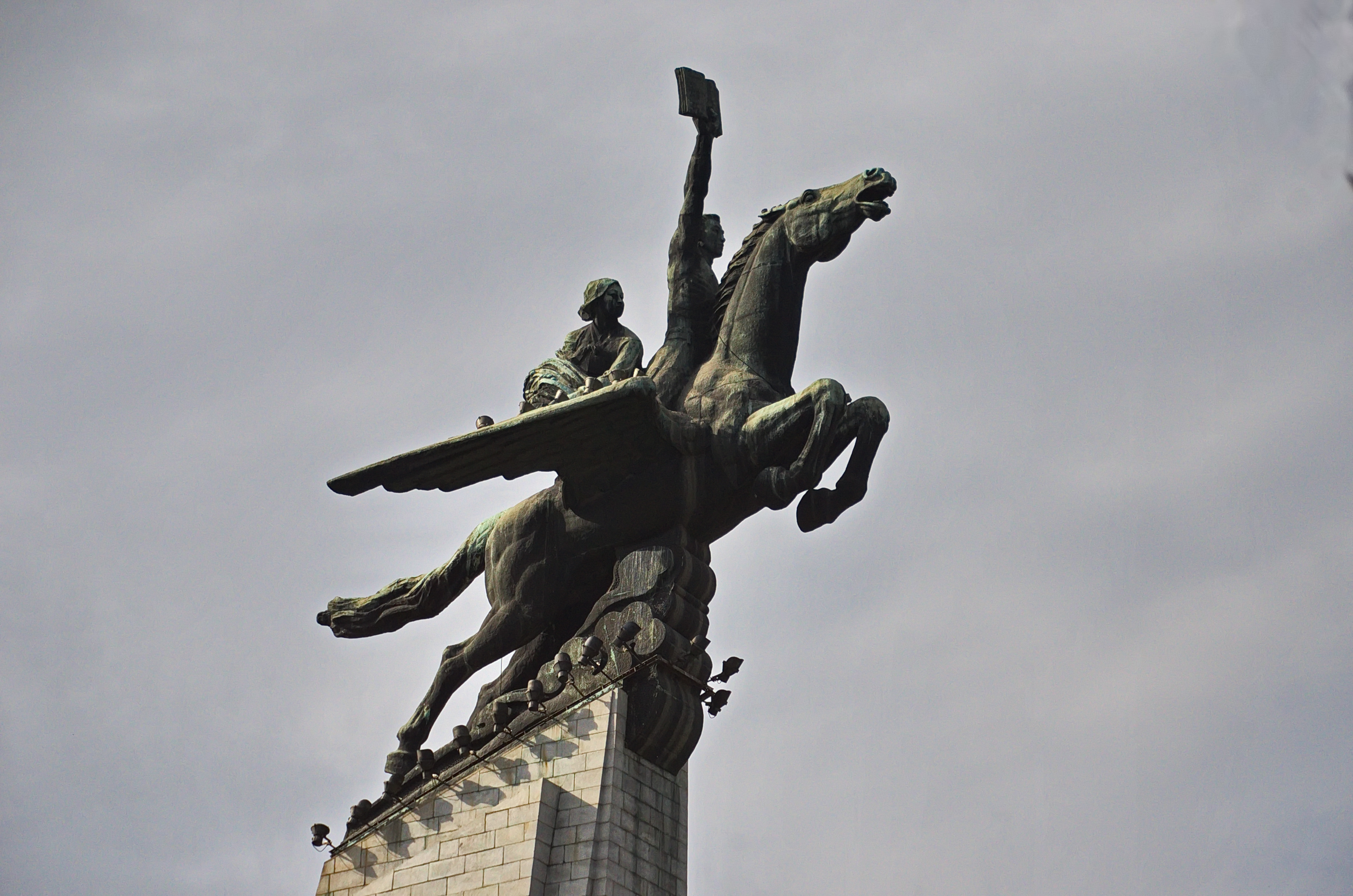
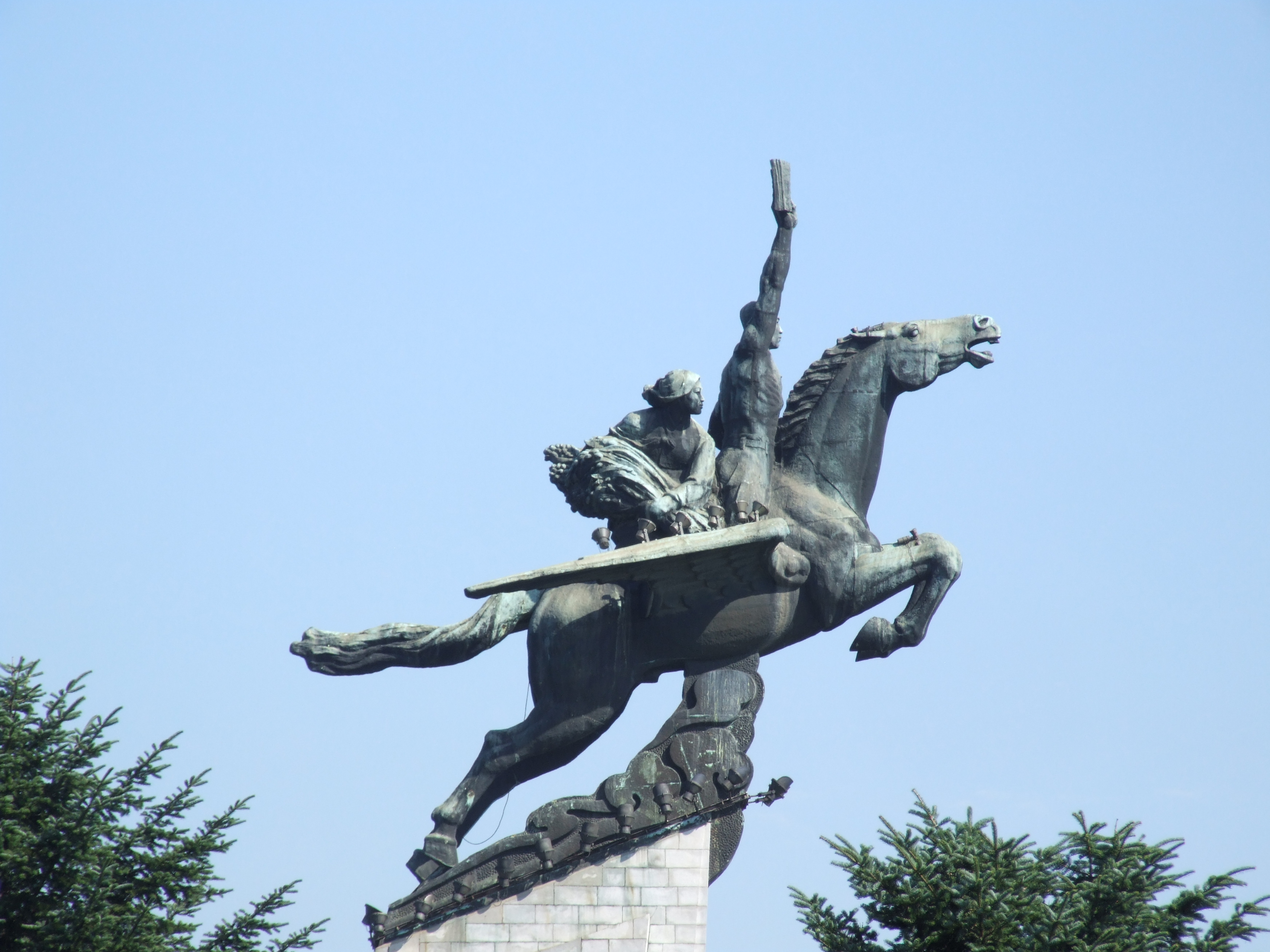
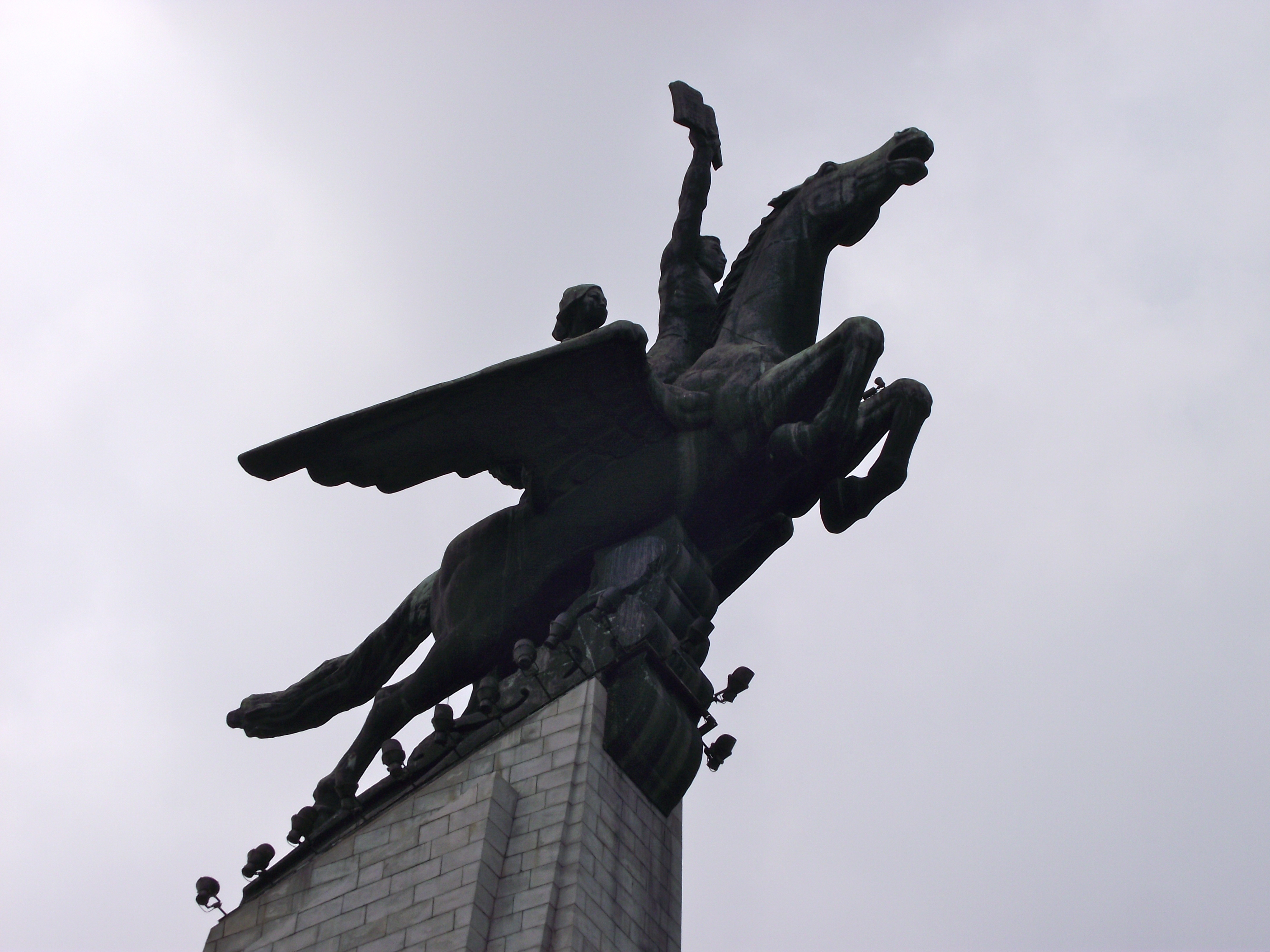
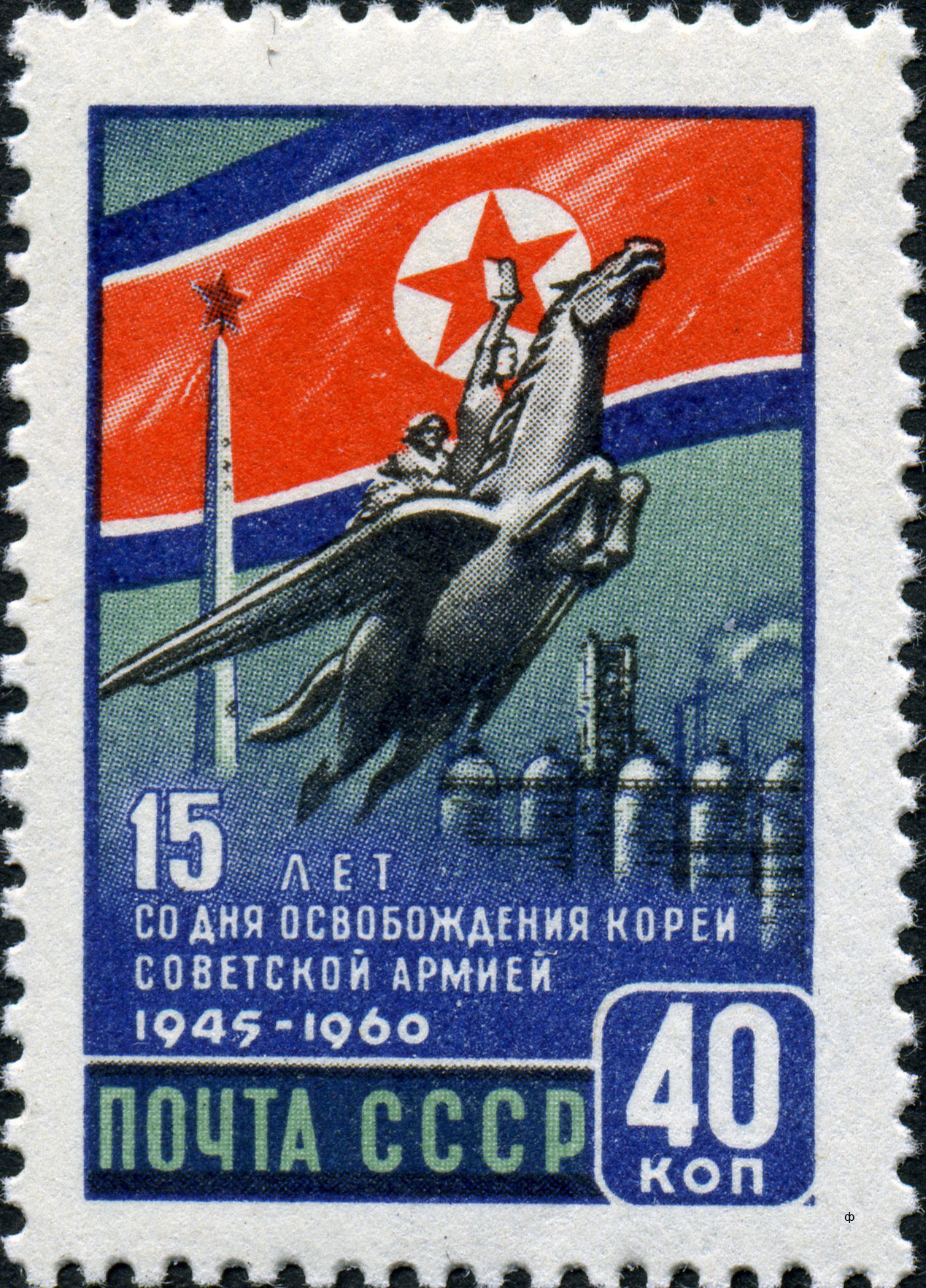
Représentation sur un timbre soviétique.
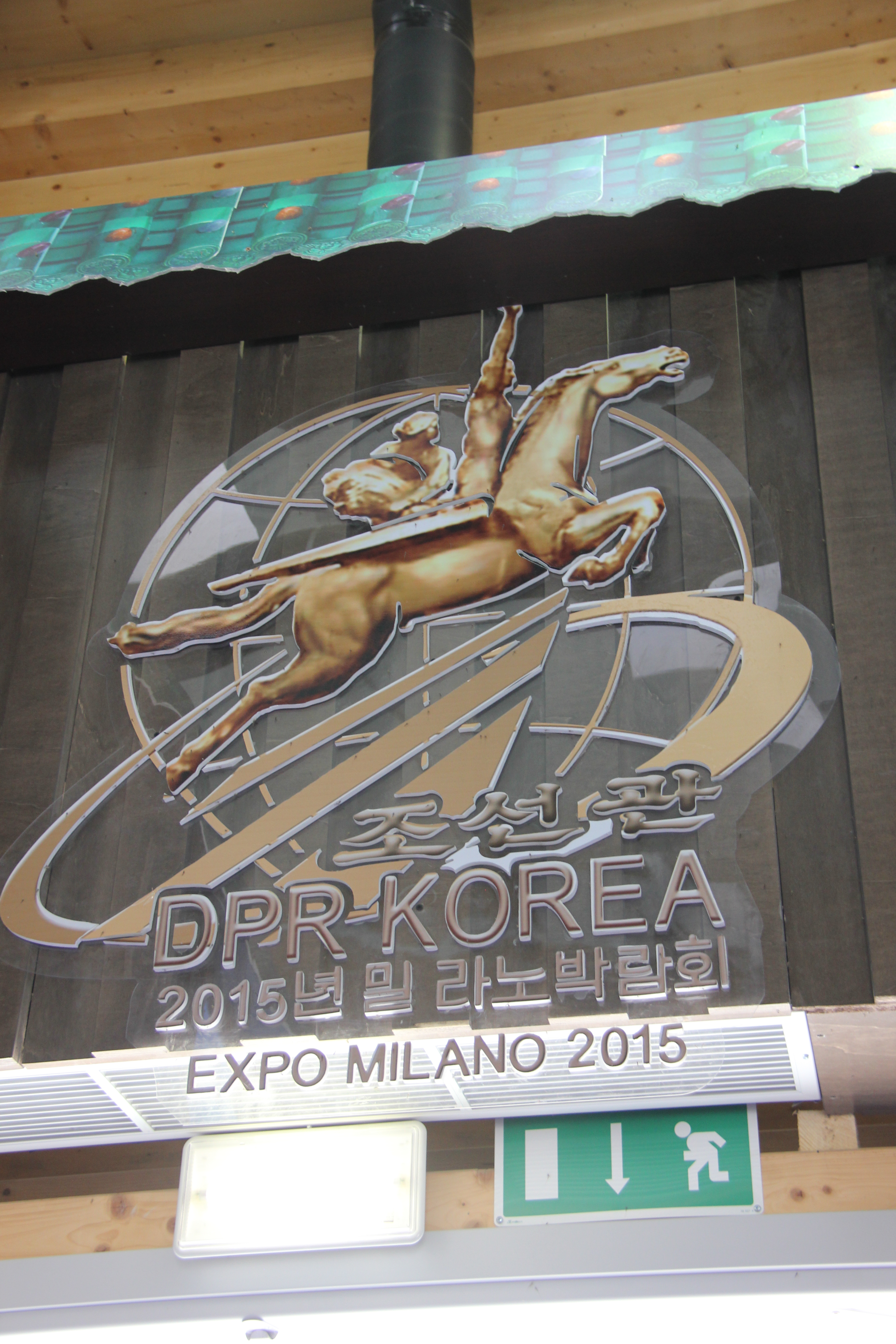
Logo du pavillon nord-coréen de l'Exposition universelle de 2015 de Milan.